# Киното срещу властта
„Киното срещу властта“ е български документален филм на режисьора Олег Ковачев от 2017 г.
Премиерата на филма е на 12 май 2017 г. в кино „Люмиер Лидъл“ в София.

## Сюжет
Внимание:  Текстът по-долу разкрива сюжета на произведението (или части от него)!
Във филма се разглеждат взаимоотношенията между властта и кинотворците през XX век. Български филми се цензурират преди Втората световна война, а след това, по време на социализма киното се използва като оръжие за политическа пропаганда. Използвани се кадри от филмите:
- „Животът си тече тихо“ (1957)
- „На малкия остров“ (1958)
- „Крадецът на праскови“ (1964)
- „Цар и генерал“ (1966)
- „Рицар без броня“ (1966)
- „Понеделник сутрин“ (1966)
- „Привързаният балон“ (1967)
- „Прокурорът“ (1968)
- „Лачените обувки на незнайния воин“ (1979)
- „Кратко слънце“ (1979)
- „Последно лято“ (1974)
- „Смъртта на заека“ (1982)
- „Една жена на 33“ (1982)
- „Да обичаш на инат“ (1986)
- „1952: Иван и Александра“ (1989)
- „Маргарит и Маргарита“ (1989)